# La Sexta 3
La Sexta 3 (estilizado como laSexta3) foi um canal de televisão pertencente à Atresmedia Corporación que iniciou suas transmissões regulares em 1 de novembro de 2010 e cessou em 6 de maio de 2014 na TDT. No entanto, o canal estava disponível entre 17 de junho do mesmo ano e 27 de julho de 2015 através da Nubeox Premium, a plataforma de televisão online da Nubeox, a antiga loja de vídeo da Atresmedia. Sua oferta foi baseada no cinema, tanto na produção espanhola quanto internacional.